# Норт-Хайлендс
Норт-Хайлендс — статистически обособленная местность (CDP) в округе Сакраменто, Калифорния, Соединенные Штаты. Является частью столичного статистического района Сакраменто-Арден-Аркад-Розвилл. По данным переписи 2010 года, численность населения составляла 42 694 человек по сравнению с 44 187 человек по данным переписи 2000 года.

## География
По данным Бюро переписи населения Соединенных Штатов, общая площадь CDP составляет 8,8 квадратной мили (23 км2), вся она занимает сушу.

### Климат
Согласно системе Классификация климата Кеппена, Северное нагорье имеет жаркий летний средиземноморский климат, сокращенно «Csa» на климатических картах..

## Информация
До 2008 года в городе обслуживалось двумя школьными округами: школьным округом Рио-Линда Юнион, который охватывал классы К-6, и школьным округом Грант Джойнт Юнион Хай Скул для 7-12 классов. В 2008 году два округа объединились, создав Объединенный школьный округ Твин-Риверс. Местная средняя школа — Highlands High School, которая окружена довольно большим количеством начальных и чартерных школ. Северное Нагорье — это жилой район с низким уровнем дохода и несколькими коммерческими и промышленными районами вокруг бывшей военно-воздушной базы Макклеллан, ныне гражданского бизнес-центра и аэропорта под названием McClellan Business Park. В 1995 году военно-воздушная база Макклеллан была определена для закрытия в рамках процесса реорганизации и закрытия базы (BRAC) IV. В Северном Нагорье высокий уровень преступности для района такого размера, а уровень убийств в четыре раза превышает уровень самого города. Главными улицами являются Уотт-авеню, бульвар Элкхорн и Уолерга-роуд.